# Xiyuan
Xiyuan (in cinese: 西苑站S, Xīyuàn zhànP) è una stazione della linea 4 e della linea 16 della metropolitana di Pechino.
La stazione di Xiyuan è rientrata anche nei futuri piani di espansione della Linea 15, dove sarà prevista una stazione di interscambio.  Nelle fasi iniziali del progetto della linea 4 la stazione si sarebbe dovuta chiamare Yiheyuan (颐和园S, YíhéyuánP), nome cinese che indica il Palazzo d'Estate, per via della vicinanza con quest'ultimo. La stazione della linea 4 è entrata in funzione in concomitanza dell'inaugurazione della linea, il 28 settembre 2009, mentre quella della linea 16 è diventata operativa a partire dal 31 dicembre 2016.

## Storia
Nel gennaio 2003 la linea 4 ha iniziato a presentare le offerte per la pianificazione e costruzione della stazione, indicando la stazione allora denominata Yiheyuan come una delle 22 stazioni programmate. Dal novembre 2005 il Comitato di pianificazione della città di Pechino ha iniziato a ragionare sulla denominazione delle stazioni della linea 4, proponendo il nome di Yiheyuan o Xiyuan per questa stazione. Nel febbraio 2008 la stazione venne ufficialmente denominata Xiyuan e entrò in servizio in concomitanza con l'inaugurazione della linea 4 avvenuta il 28 settembre 2009.
Nel 2010, a seguito dell'accantonamento dei piani di estensione della linea 4 ideata dal distretto di Haidian, il Comitato di pianificazione della città di Pechino ha proposto la realizzazione di una linea metropolitana che da Haidianshanou arrivasse in centro città. Nonostante il piano non fosse ancora definitivo, la stazione di Xiyuan venne presa in considerazione sin da subito come una possibile stazione di interscambio. Nel novembre 2010 la linea venne ufficialmente denominata Linea 16 e venne confermato l'intento di realizzare una collegamento con la Linea 4 presso la stazione di Xiyuan. I lavori di costruzione della stazione di Xiyuan a servizio della linea 16 sono iniziati nel dicembre 2013 e si sono conclusi nel giugno 2015, ricevendo l'approvazione conclusiva nel novembre 2016. La stazione di Xiyuan della linea 16 è stata inaugurata il 31 dicembre 2016.

## Posizione
La stazione di Xiyuan della linea 4 è situata su Yiyehuan Road, nel distretto di Haidian, a est del Palazzo d'Estate e a ovest della strada a scorrimento veloce Wanquanhe Road. La stazione si trova a nord-ovest dell'intersezione tra Yiheyuan Road, Wanquanhe Road e il viadotto autostradale Wanquanhe ed è adiacente all'hub degli autobus di Xiyuan. La stazione di Xiyuan della linea 16, invece, è collocata su Wanquanhe Road.

## Struttura e impianti
Entrambe le stazioni della linea 4 e della 16 sono formate da banchine mediane sotterranee. La stazione della linea 16 è strutturata in tre livelli sotterranei: il primo livello sotterraneo è adibito all'atrio, dove si trova anche un corridoio di collegamento con la linea 4, il secondo livello è riservato alle attrezzature mentre il terzo livello sotterraneo è quello adibito a banchina per la salita e discesa dei passeggeri.
L'atrio delle stazioni, situato al primo piano sotterraneo, è dotato di un corridoio bidirezionale a forma di Y lungo 120 metri che collega la linea 4 e la linea 16. L'atrio e la banchina della stazione della linea 4 sono decorati con dei rilievi di colore bianco e con mosaici color rosso vermiglione, mentre il soffitto è intarsiato con decorazioni di alluminio rosse che ricordano una galleria di una metropolitana tradizionale.
L'atrio della stazione della linea 16, invece, ha un'altezza di 4,6 metri e si sviluppa lungo una superficie di 2642 m² ed è decorato con colonne rosse e beige alternate. La base delle colonne è in bronzo e le pareti sono beige.
La stazione è dotata di cinque ingressi e uscite, indicati con le lettere A, B1, B2, C1 e C2. L'uscita A è accessibile anche ai portatori di handicap grazie alla presenza di ascensori.

## Servizi
Le stazioni dispongono di:
- Accessibilità per portatori di handicap (solo uscita C)
- Ascensori (solo uscita C)
- Scale mobili
- Emettitrice automatica biglietti
- Servizi igienici
- Sportello automatico
- Distributori automatici
- Stazione video sorvegliata
- Ufficio polizia

### Orari
Linea 4:
Dal 30 dicembre 2010 la linea 4 condivide il percorso con la Linea Daxing; dalla stazione di Xiyuan, relativamente alla linea 4, si operano i servizi come segue:
- Un servizio che copre l'intera tratta, da Anheqiao Nord, da dove inizia la Linea 4, fino a Tiangongyuan, capolinea della Linea Daxing.[20]
- Un servizio ridotto che copre l'intera Linea 4 al quale si aggiunge la fermata Xingong della Linea Daxing, la prima stazione della Linea Daxing, quindi offrendo corse da Anheqiao Nord a Xingong. I passeggeri che intendono proseguire verso sud devono scendere e cambiare binario in direzione Tiangongyuan.[21]

Riguardo la linea 4, la prima corsa direzione Anheqiao Nord parte tutti i giorni alle 5:51 da Xiyuan, mentre l'ultima alle 00:06. In direzione Tiangongyuan (linea Daxing), il primo treno opera alle ore 5:01 mentre l'ultimo alle 22:39. Inoltre, relativamente al servizio ridotto della linea, l'ultima corsa da Xiyuan parte alle 22:51 e termina a Gongyi Xiqiao alle 23:39.
Linea 16:
Relativamente alla linea 16, la prima corsa direzione Yushuzhuang parte da Xiyuan tutti i giorni alle 5:44 mentre l'ultima corsa opera alle 23:01. Nella direzione opposta, verso il capolinea nord di Bei'anhei, il primo treno inizia il servizio alle 5:57 mentre l'ultima corsa alle 23:25.

### Tariffazione
Linea 4:
- Xiyuan — Xingong (condiviso con la linea Daxing)
- Xiyuan — Tiangongyuan (condiviso con la linea Daxing)
- Xiyuan — Anheqiao Nord

Dalla stazione di Xiyuan la tariffazione parte da un prezzo di ¥3 (circa €0,40) a seconda della distanza di viaggio totale da percorrere, fino a un massimo di ¥7 (circa €1).
Linea 16:
- Xiyuan — Yushuzhuang
- Xiyuan — Bei'anhe

Dalla stazione di Xiyuan la tariffazione parte da un prezzo di ¥3 (circa €0,40), a seconda della distanza di viaggio totale da percorrere, fino a un massimo di ¥6 (circa €0,80).

## Interscambi
Fermata autobus